# Gottfried von Einem
Gottfried von Einem (Berna, Suïssa, 24 de gener de 1918 – Oberdürnbach, 12 de juliol de 1996) fou un compositor austríac. És conegut principalment per les seves òperes, les quals denoten la influència musical de Stravinski i Prokófiev, així com peces de jazz. També compongué peces per a piano, violí i orgue.

## Sítesi biogràfica
Nasqué, de pares austríacs, a Berna on el seu pare estava destinat com a agregat militar a l'ambaixada d'Àustria a Berna.
Després dels primers temps d'escola es traslladà a Berlín, on estudià amb Boris Blacher i es convertí en répétiteur de l'Orquestra Filharmònica de Berlín. A través de Blacher, von Einem conegué la que seria la seva primera esposa, Lianne von Bismark.
Lianne von Bismark en la seva jovenesa fou amiga d'Olga i Paula, germanes de Hermann Goering; malgrat aquestes amistats, durant una visita a Londres, von Einem va conèixer Winston Churchill, que li causà tan gran impressió que a partir de llavors va ajudar molts alemanys i austríacs jueus a fugir del terror nazi.
Gottfried i Lianne es casaren el 1946, varen tenir un fill, Caspar Einem (nascut el 1948), que fou ministre d'Àustria, i membre del Consell Nacional de la Social Democràcia.
El 1953, la família es mudà a Viena. Lianne von Bismark morí el 1962. El 1966, von Einem es casà amb la seva llibretista, la famosa dramaturga i autora austríaca Ingrisch Lotte. A més de Viena, la parella passà la major part del seu temps en el Waldviertel (Baixa Àustria), concretament, a Oberdürnbach i Rindlberg, una regió pràcticament verge que clarament inspirà la seva feina, i també la literatura de la seva esposa Ingrisch.
El 2002, li fou atorgat a títol pòstum el premi Just entre les Nacions, per haver ajudat a salvar la vida al músic Konrad Latte.

## Joventut estudis i carrera
Einem va néixer a la capital suïssa Berna en el si d'una família de diplomàtics austríacs. Segons l'editor d'Einem, el seu pare era William von Einem, agregat militar de l'ambaixada austrohongaresa. Segons una altra font, però, va ser adoptat per Einem, sent el seu pare natural l'aristòcrata hongarès comte László von Hunyadi. La seva mare, la baronessa Gerta Louise, de soltera Rieß von Scheurnschloss, filla d'un oficial de Kassel, va portar un estil de vida fastuós entre Berlín i París. La família es va traslladar a Malente, a la província prusiana de Schleswig-Holstein, quan Gottfried tenia quatre anys.
Després dels seus dies escolars a Plön i Ratzeburg, Gottfried von Einem va anar a Berlín l'any 1937, per estudiar a l'Escola Estatal de Música amb Paul Hindemith, que, tanmateix, va renunciar al seu càrrec l'octubre d'aquell any en protesta contra la prohibició de la seva música modernista de les actuacions públiques per part de Joseph Goebbels. Per l'agència del tenor Max Lorenz, va començar a treballar com a repetidor a l'Òpera Estatal de Berlín, on el 1939 Herbert von Karajan es va convertir en Staatkapellmeister. A partir de 1938, Einem també va treballar com a ajudant del director Heinz Tietjen al Festival de Bayreuth. El 1941 va començar a fer classes de contrapunt amb Boris Blacher; en aquell moment va escriure la seva primera obra, Prinzessin Turandot, a proposta de Werner Egk. El ballet es va representar per primera vegada a la Semperoper de Dresden dirigida per Karl Elmendorff a principis de 1944 i es va convertir en un èxit. Anteriorment, el març de 1943, Leo Borchard havia interpretat per primera vegada la composició Capriccio d'Einem (Op. 2) amb l'Orquestra Filharmònica de Berlín.
Durant la Segona Guerra Mundial, a Berlín, Einem va ajudar tant a salvar la vida com a continuar el desenvolupament professional del jove músic jueu Konrad Latte fent-lo servir com a ajudant d'assaig del Prinzessin Turandot i més tard ajudant-lo a obtenir una altra feina. Einem va obtenir un llibre de racionament i carnet de membre de la Cambra de Músics del Reich per a Latte, i li va prestar el seu propi passi per a l'Òpera Estatal a més de presentar-li amics que podien ajudar a la seva existència clandestina.
A través de Blacher, Einem va conèixer la seva primera dona, Lianne von Bismarck, amb qui es va casar després de la guerra el 1946. Van tenir un fill, Caspar Einem, que era ministre austríac. El 1953, la família es va traslladar a Viena. Lianne von Bismarck va morir el 1962. El 1966 Einem es va casar amb la seva llibretista, la reconeguda dramaturga i autora austríaca Lotte Ingrisch. A part de Viena, la parella va passar gran part del seu temps al Waldviertel de la Baixa Àustria (concretament, a Oberdürnbach i Rindlberg/Großpertholz), una regió pràcticament verge que va inspirar clarament no només la seva pròpia obra, sinó també la literatura d'Ingrisch.
El compositor va morir a Oberdürnbach el 1996.

## Obres
Gottfried von Einem va compondre principalment òperes basades en drames. Va ser reconegut internacionalment després de l'estrena de la seva òpera Dantons Tod al Festival de Salzburg de 1947, dirigida per Ferenc Fricsay. Les seves últimes òperes, començant per Jesu Hochzeit, es basen en llibrets de la seva dona.
El 1973 va escriure com a comissió de l'ONU per commemorar el 30è aniversari de la seva fundació la cantata An die Nachgeborenen per a mezzosoprano, baríton, cor i orquestra, basada en textos diversos. El títol està extret d'un poema de Bertolt Brecht, traduït com A aquells que segueixen la nostra estela. L'estrena el 1975 a Nova York amb Julia Hamari, Dietrich Fischer-Dieskau, el "Chorus of Temple University"" i el "Wiener Symphoniker" va ser dirigida per Carlo Maria Giulini.
A Anglaterra, von Einem va estrenar dues de les seves òperes a pocs dies l'una de l'altra. El maig de 1973 The Trial (Der Prozeß) va rebre la seva estrena al "Bloomsbury Theatre" de Londres, dirigida per Leon Lovett, i dirigida per Fuad Kavur respectivament. La setmana següent, a Glyndebourne, The Visit of the Old Lady (Der Besuch der alten Dame) va rebre la seva estrena britànica, dirigida per John Pritchard i dirigida per John Cox respectivament.
El maig de 1996, el cor de cambra "Cantori New York", dirigit per Mark Shapiro, va oferir l'estrena als Estats Units de la cantata Die träumenden Knaben de von Einem, per a cor, clarinet i fagot, sobre una obra del pintor Oskar Kokoschka.

## Premis
- 1955 Theodor Körner Prize
- 1958: Preis der Stadt Wien für Musik (Premi Ciutat de Viena per a la Música)
- 1960 Associate Member of the Academy of Arts, Berlin Oest
- 1965: Grand Austrian State Prize for Music (Gran Premi Estatal Austríac de Música)
- 1974: Austrian Cross of Honour for Science and Art
- 1975 Corresponding member of the Academy of Arts, Berlin Est
- 1979 Member of the Academy of Arts, Berlin Oest
- 1993 Member of the Academy of Arts, Berlin
- 2002: Justos entre les nacions pòstumament de Yad Vashem, per ajudar a salvar la vida del músic Konrad Latte.[10]

## Selecció d'òperes
- La mort de Danton (Dantons Tod)
- El procés (Der Prozess)
- Der Zerrissene
- Kabale und Liebe
- La visita de la vella dama (Der Besuch der Alten Dame)
- Jesu Hochzeit
- Der Tulifant
- Luzifers Lächeln